# Виченца
Виченца (на италиански: Vicenza) е град и община в италианската област Венето, столица на провинция Виченца. Намира се приблизително на 60 км западно от Венеция и на 200 източно от Милано.
Виченца е процъфтяващ космополитен град, с дълга история и богата култура. В него намират място множество забележителности: палати (на италиански: Palazzo), музеи, художествени галерии, църкви и други. Театър Олимпико и Вилите на Андреа Паладио във Венето влизат в Списъка на световното културно и природно наследство на ЮНЕСКО през 1994 г.
Към 1 януари 2009 г. градът има население от 115 012 души. Виченца е един от водещите индустриални центрове в Италия спрямо стойността на износа, както и един от най-богатите градове в страната. Известен е най-вече с производството на компютърни компоненти. Един от изобретателите на съвременния микрочип Федерико Фаджин е роден именно във Виченца.

## История

### Римска епоха
Територията на днешния град е заселена за пръв път през 3 – 2 столетие пр. Хр. най-вероятно от полумитичното племе евганеи. По-късно там се заселват така наречените Адриатически Венети. През 153 г. пр. Хр. римляните отвоюват селището от галите и го кръщават Вичетия или Вичентия, което в превод означава „победоносен“.
Населението на града получава Римско гражданство през 49 г. пр. Хр., тоест всички негови жители стават граждани на империята. Вичентия придобива значение като една от спирките на важния път между Медиоланум (дн. Милано) и Аквилея. Градът обаче остава в сянката на своя по-голям и по-богат съсед – Патавиум (дн. Падуа). Твърде малко се е запазило от някогашния римски град Вичентия. Остатъците се изчерпват с три типични римски моста и няколко колони от акведукт.
Залезът на Западната Римска империя не подминава и Вичентия. Градът, а заедно с него и цялата област, е опустошаван последователно от херули, вандали, вестготи, и хуни. Успява да се възстанови едва след като е превзет и от остготите през 489 г. сл. Хр. Става важен лангобардски, а по-късно и франкски център.

### Средни векове
През 899 г. маджарите опустошават града. През 1001 г. императорът на Свещената Римска империя Отон III предава властта над града на местния епископ. Обществените институции получават възможност да се развият и скоро се отцепват от духовните власти. Виченца взема дейно участие в Ломбардската лига (1164 – 1167): обединение на северноиталиански градове срещу император Фридрих I Барбароса, който се опитва да наложи властта си над цяла Италия. Управникът (Подеста) на града Ецелино II ил Балбо е капитан на Лигата и успява да принуди съседните Падуа и Тревизо да се присъединят към нея. След възстановяването на мира обаче се възобновява и старото съперничество с Падуа и Басано. Същевременно Виченца е раздирана и от вътрешните противоречия между гвелфи и гибелини.
Тираничният Ецелино да Романо съумява да прогони гуелфите от града и да настани своя брат – Алберико на поста подеста през 1230 г. Независимата община Виченца взима участие и във втората Ломбардска лига – срещу император Фридрих II, който впоследствие плячкосва града през 1237 г. Впоследствие властта си над Виченца налага Ецелино III. След неговата смърт през 1259 г. е възстановена предишната олигархична републиканска система. Тя включва два политически органа: Консиглио маджиоре (Голям съвет), състоящ се от 400 члена, и Консиглио миноре (Малък съвет) с 40 члена. Заедно с това Виченца влиза в лига (съюз) с други три града: Падуа, Тревизо и Верона. Три години по-късно жителите на града поверяват своята защита на Падуа. Тази протекция обаче твърде бързо започва да придобива характера на доминация. За да избегне попадането под господството на падуанци, Виченца сключва договор с владетелите на Верона – Скалигерите през 1311 г. Те укрепяват града и го използват в борбата си срещу Висконтите от Милано.
През 1404 Виченца влиза в пределите на Венецианската република. Последвалата история на града е неразривно свързана с тази на Венеция. Опити да превземат Виченца правят императорите на Свещената Римска Империя Сигизмунд Люксембургски и Максимилиан I, като вторият дори успява да я задържи в своя власт между 1509 и 1516 г.

## Икономика
Земята около Виченца е предимно земеделска. Немалък е броят на мраморните кариери, на сребърните, медните и серните мини. Открити са залежи от лигнит и каолин. Виченца е известна и с изобилието си от минерални извори, най-известният от които се казва Рекоаро.
Индустриалният сектор в града е сравнително активен, като най-развити са производствата на бижута и облекла. 3 пъти в годината (през януари, май и септември) във Виченца се провежда придобилото световна известност Златно изложение. Значителен дял от индустриалното производство на града заемат и вълнените и копринени изделия, музикалните инструменти, грънчарството и др. Във Виченца е централата на големия производител на високотехнологични велосипедни компоненти Кампаньоло.

## Спорт
Представителният футболен отбор на града се казва Виченца Калчо.